# Pauline en la Playa (banda)
Pauline en la Playa es un grupo de música pop español de origen gijonés compuesto por las hermanas Mar y Alicia Álvarez, que surgió en 1997 como proyecto alternativo al grupo de música Undershakers. Toma el nombre de la película homónima del director francés Eric Rohmer estrenada en 1983.

## Historia
La historia de este grupo de Gijón comienza en 1997, cuando las hermanas Álvarez, miembros de Undershakers, deciden dar salida a esas otras canciones que no encajaban con el estilo de la formación. El pistoletazo lo daría el tema Mis muñecas, que Alicia cedería a Nosoträsh, y que lograría cierta repercusión. Empujadas por esto, y aprovechando el parón que experimentaba por aquel entonces Undershakers, el cual terminaría por convertirse en definitivo, Pauline en la Playa fue tomando cada vez mayor cuerpo. Repitiéndose la historia, (ya en 1995 Undershakers lograba ganar el II Concurso de Rock Universitario Ciudad de Oviedo), deciden presentar sus temas de manera anónima a un concurso de maquetas en Radio Kras, radio libre ligada al Xixon Sound, haciéndose con el primer puesto.
Tras el premio, Carlos Galán de Subterfuge, sello al que ya habían llegado en 1995 con Undershakers, les propone grabar esas canciones en lo que sería su primer EP, Nada como el hogar (Subterfuge, 1999). En la Escuela de Música Creativa de Madrid, donde Alicia y Mar cursaban estudios de armonía, composición e instrumentos modernos, pudieron entrar en contacto con nuevos ritmos. Así, las seis canciones que componen el primer trabajo de Pauline se mueven entre el pop melancólico de Le Mans y el pop de los pequeños momentos de Nosoträsh, con canciones que juegan a desentrañar los relieves como “un pulso herido que ronda las cosas del otro lado”.
Las concomitancias con el dúo español Vainica Doble continuarían patentes en su siguiente entrega, Tormenta de ranas (Subterfuge, 2001). Para este álbum, un disco lleno de fábulas y muchos estilos, se continúa haciendo poética de los pequeños detalles, dejándose inspirar por la gente corriente en su vida cotidiana y el simbolismo de los cuentos populares, todo eso recubierto de un pop aderezado de muy diversos sonidos con claro predominio del jazz.
Al margen de Pauline en la Playa, ambas hermanas continúan explorando el otro lado de las cosas desde una perspectiva artística. Mar impartiendo clases de música en un colegio y Alicia estudiando Arte Dramático en la Escuela de Cristina Rota, así como escribiendo. En relación con esta faceta de su vida, Alicia ha participado en Canciones contadas (Km1, 2001), un libro de relatos musicales escrito por nombres estrechamente ligados a la música independiente española, en el que las historias contadas surgen a partir de la letra de una canción.
Tras una pausa de tres años, en 2003 llegaría el que sería su segundo disco, Termitas y otras cosas (Subterfuge), un trabajo más reposado y elaborado al que se le incorpora mayor orquestación de viento y donde se continúa apostando por ese realismo mágico que inunda todas sus canciones.
En 2006 aparece el tercer trabajo del dúo bajo el nombre de Silabario (Subterfuge, 2006), título tomado del poema “Noche céntrica” del poeta Jorge Guillén, su cuarta entrega vuelve a retomar el espíritu de Pauline en la Playa, pero ahora desde un ángulo más tranquilo. Dejando a las guitarras el papel protagonista, el nuevo disco se torna esta vez más intimista y melancólico.
Tras una gira de presentación que les llevó a recorrer la geografía española con parada en festivales como el Primavera Sound, Pauline en la Playa se ven inmersas en una serie de proyectos tras la publicación de su último trabajo. Así, además de poner la banda sonora a diversos cortometrajes y colaborar en el programa D-Calle, emitido en La 2, el dúo gijonés participa en el disco homenaje que Jaume Sisa y Suburbano dedican a Vainica Doble. Bajo el nombre de Sisa y Suburbano cantan a Vainica (Autor, 2006), la edición, que llegaba de la mano de la Fundación Autor, se hacía acompañar de un DVD y contaba con la colaboración, además de la de Pauline en la playa, de Natalia de Nosoträsh, Raül Refree y Paco Clavel.
En el verano de 2007, las hermanas Álvarez participan en un nuevo proyecto, colaborando en el nuevo título del poeta Ángel Guache, que bajo el nombre de Desafinado (canciones patosas para gentes revoltosas) (Huerga y Fierro, 2007) supone una recopilación de canciones “cachondas y poesía callejera” donde Pauline se encuentra entre los artistas colaboradores junto Guiller Momonje (Patrullero Mancuso), Julián Hernández (Siniestro Total) o Capitán Cavernícola Blues Band.
Fue a principios de 2010 cuando anunciaron que abandonaban Subterfuge para fichar por el sello de La Buena Vida, Siesta Records, con los que sacaron su cuarto álbum de estudio, titulado Física del equipaje.
En 2013, publican su sexto disco y quinta larga duración bajo el nombre de El mundo se va a acabar (Siesta Records, 2013) con la colaboración, entre otros artistas, de Nacho Vegas y Nacho Umbert.
6 años después lanzan su séptimo disco llamado El salto, grabado en el estudio Sonidópolis (Gijón, 2019) y mezclado por Luca Petricca en los estudios Reno de Madrid.
Desde 2010 Mar Álvarez se pone al frente de Petit Pop un grupo de música familiar y Alicia Álvarez pone en marcha la editorial La Fabriquina con la que edita discos y libros en asturiano.

## Discografía
- Nada como el hogar (EP) (1999)
- Tormenta de ranas (2001)
- Termitas y otras cosas (2003)
- Silabario (2006)
- Física del equipaje (2010)[2]
- El mundo se va a acabar (2013)[3]
- El salto (2019)
- Los días largos (2024)